# Brousse (Puy-de-Dôme)
Pour les articles homonymes, voir Brousse.
Brousse est une commune française située dans le département du Puy-de-Dôme, en région Auvergne-Rhône-Alpes.
La commune est adhérente du parc naturel régional Livradois-Forez.

## Géographie
Aux portes du parc du Livradois-Forez, Brousse est un petit village de caractère perché au-dessus du vallon de l'Ailloux. Il ne possède plus de bureau de poste et le multiple rural « Les Lilas » comportant bar restaurant épicerie a fermé depuis l'automne 2012. La commune de Brousse comprend, en plus du bourg, le village de Montboissier, situé à trois kilomètres au sud-ouest, et surmonté par une importante carrière de basalte en fin d'exploitation.

### Lieux-dits et écarts
Ailloux, Autherat, la Barrière, les Bongats, le Bourg, Bouteix, Campine, Chabannes, les Charmettes, Chelles, Chez Taillefer, les Combes, les Combes Basses, le Communal, le Coudert, Coupat, Espinassier, Fauchal, la Fayolle, Fleury (à cheval sur la commune d'Auzelles), Fougères, les Gerbaudias, le Grand Faux, Grun de Gerbaud, Guimot, Issard, Jalennes, Lairauroux, Laschamp, Laval, Lavancie, Logerie, la Maisonneuve, Montaigut, Montboissier, Montméat, Montpommier, Moulin de Chabannes, le Moulin du Gros Loup, le Moulinet, l'Osmeau, les Pales, le Perrier, le Pissis, Pomprière, la Potarde, le Pouhet, les Pradeaux, la Praderie, la Roche, Usclade, la Vaisse, la Valette, le Veyrial.

### Communes limitrophes
Cinq communes sont limitrophes de Brousse :
|         | Saint-Jean-des-Ollières |            |
| Sugères | Brousse                 | Auzelles   |
|         | Condat-lès-Montboissier | Échandelys |

### Climat
Pour des articles plus généraux, voir Climat d'Auvergne-Rhône-Alpes et Climat du Puy-de-Dôme.
En 2010, le climat de la commune est de type climat des marges montargnardes, selon une étude du Centre national de la recherche scientifique s'appuyant sur une série de données couvrant la période 1971-2000. En 2020, Météo-France publie une typologie des climats de la France métropolitaine dans laquelle la commune est exposée à un climat de montagne ou de marges de montagne et est dans la région climatique  Nord-est du Massif Central, caractérisée par une pluviométrie annuelle de 800 à 1 200 mm, bien répartie dans l’année. 
Pour la période 1971-2000, la température annuelle moyenne est de 9,9 °C, avec une amplitude thermique annuelle de 16,2 °C. Le cumul annuel moyen de précipitations est de 924 mm, avec 9,8 jours de précipitations en janvier et 7,8 jours en juillet. Pour la période 1991-2020, la température moyenne annuelle observée sur la station météorologique de Météo-France la plus proche, « Cunlhat », sur la commune de Cunlhat à 9 km à vol d'oiseau, est de 10,1 °C et le cumul annuel moyen de précipitations est de 1 010,2 mm,. Pour l'avenir, les paramètres climatiques de la commune estimés pour 2050 selon différents scénarios d'émission de gaz à effet de serre sont consultables sur un site dédié publié par Météo-France en novembre 2022.

## Urbanisme

### Typologie
Au 1er janvier 2024, Brousse est catégorisée commune rurale à habitat très dispersé, selon la nouvelle grille communale de densité à sept niveaux définie par l'Insee en 2022.
Elle est située hors unité urbaine et hors attraction des villes,.

### Occupation des sols
L'occupation des sols de la commune, telle qu'elle ressort de la base de données européenne d’occupation biophysique des sols Corine Land Cover (CLC), est marquée par l'importance des forêts et milieux semi-naturels (51,9 % en 2018), une proportion sensiblement équivalente à celle de 1990 (52,3 %). La répartition détaillée en 2018 est la suivante : 
forêts (51,4 %), prairies (29,8 %), zones agricoles hétérogènes (18,3 %), milieux à végétation arbustive et/ou herbacée (0,6 %). L'évolution de l’occupation des sols de la commune et de ses infrastructures peut être observée sur les différentes représentations cartographiques du territoire : la carte de Cassini (XVIIIe siècle), la carte d'état-major (1820-1866) et les cartes ou photos aériennes de l'IGN pour la période actuelle (1950 à aujourd'hui).

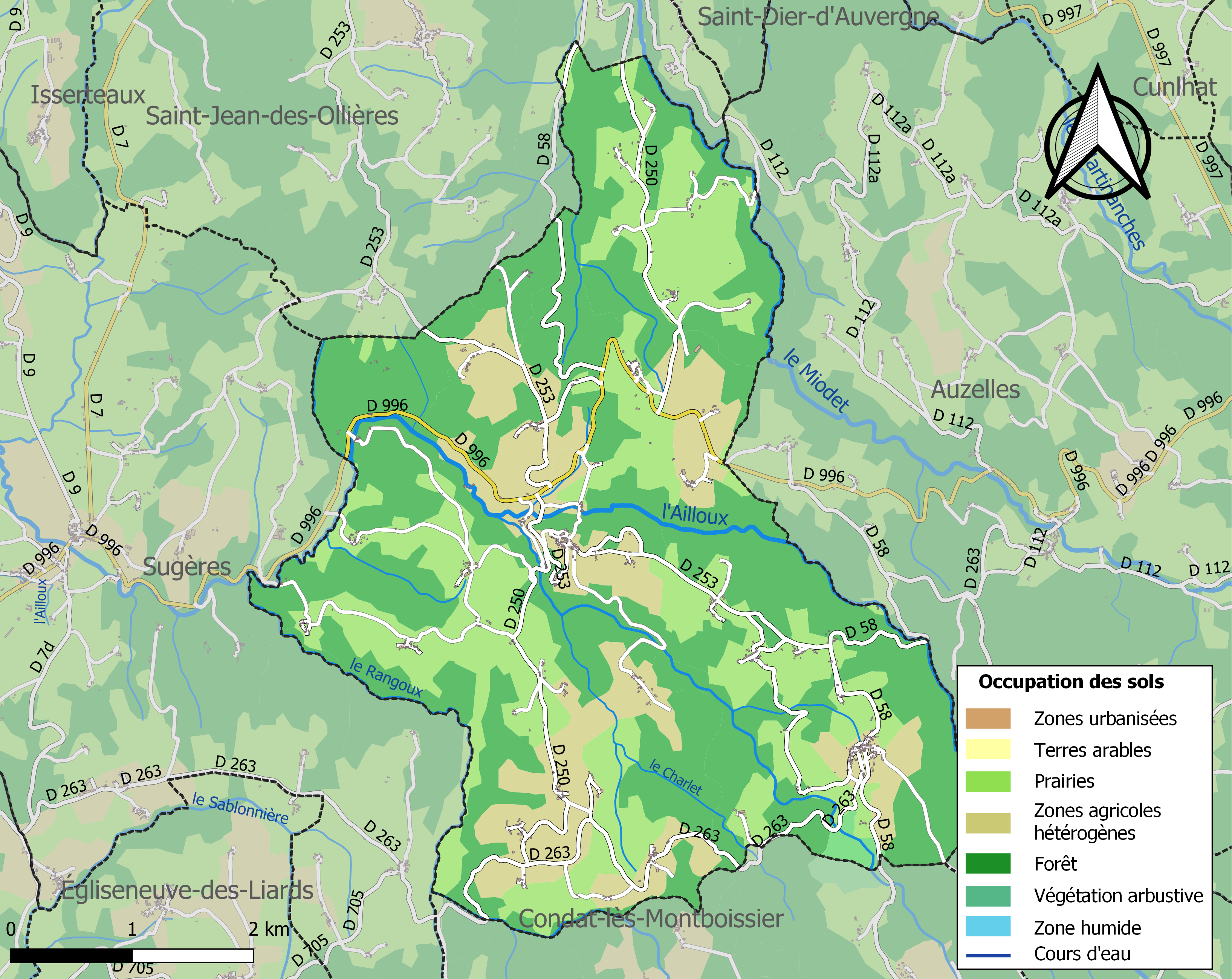
Carte des infrastructures et de l'occupation des sols de la commune en 2018 (CLC).

## Toponymie
Du latin Mons Buxerius, le "mont où il y a du buis". A donné Brousse en français et Brosse en auvergnat.

## Histoire
Le fief de Montboissier (Mons Buxerius au XIIe siècle) a donné son nom à l'une des plus puissantes et des plus illustres maisons d’Auvergne. De nombreux fiefs et châteaux relevaient en foi-hommage de la baronnie des Montboissier. C’est dans ce château que naquit en 1092 Pierre le Vénérable, abbé de Cluny au XIIe siècle.

## Politique et administration

### Liste des maires
| Période                                  | Période                   | Identité             | Étiquette | Qualité                                                   |
| ---------------------------------------- | ------------------------- | -------------------- | --------- | --------------------------------------------------------- |
| Les données manquantes sont à compléter. |                           |                      |           |                                                           |
| 2001                                     | 2008                      | Jean-Joseph Poumarat | DVG       |                                                           |
| 2008                                     | 2014                      | Cathy Legrand        |           |                                                           |
| 2014 (réélu en 2020)                     | En cours (au 6 août 2020) | Sébastien Dugnas     | DVG       | Exploitant agricole, conseiller départemental (suppléant) |

### Intercommunalité
La commune fait partie :
- jusqu'en 2016, de la communauté de communes du Pays de Cunlhat ;
- depuis le 1er janvier 2017, de la communauté de communes Ambert Livradois Forez.

## Population et société

### Démographie
L'évolution du nombre d'habitants est connue à travers les recensements de la population effectués dans la commune depuis 1793. Pour les communes de moins de 10 000 habitants, une enquête de recensement portant sur toute la population est réalisée tous les cinq ans, les populations de référence des années intermédiaires étant quant à elles estimées par interpolation ou extrapolation. Pour la commune, le premier recensement exhaustif entrant dans le cadre du nouveau dispositif a été réalisé en 2007.

En 2022, la commune comptait 358 habitants, en évolution de +4,68 % par rapport à 2016 (Puy-de-Dôme : +2,1 %, France hors Mayotte : +2,11 %).
| 1793  | 1800  | 1806  | 1821  | 1831  | 1836  | 1841  | 1846  | 1851  |
| ----- | ----- | ----- | ----- | ----- | ----- | ----- | ----- | ----- |
| 1 878 | 1 767 | 1 763 | 2 259 | 2 293 | 2 411 | 2 476 | 2 499 | 2 322 |

| 1856  | 1861  | 1866  | 1872  | 1876  | 1881  | 1886  | 1891  | 1896  |
| ----- | ----- | ----- | ----- | ----- | ----- | ----- | ----- | ----- |
| 2 037 | 1 817 | 1 801 | 1 749 | 1 688 | 1 643 | 1 604 | 1 524 | 1 422 |

| 1901  | 1906  | 1911  | 1921 | 1926 | 1931 | 1936 | 1946 | 1954 |
| ----- | ----- | ----- | ---- | ---- | ---- | ---- | ---- | ---- |
| 1 389 | 1 169 | 1 100 | 950  | 920  | 915  | 873  | 701  | 607  |

| 1962 | 1968 | 1975 | 1982 | 1990 | 1999 | 2006 | 2007 | 2012 |
| ---- | ---- | ---- | ---- | ---- | ---- | ---- | ---- | ---- |
| 519  | 440  | 379  | 323  | 278  | 324  | 358  | 363  | 350  |

| 2017 | 2022 | - | - | - | - | - | - | - |
| ---- | ---- | - | - | - | - | - | - | - |
| 339  | 358  | - | - | - | - | - | - | - |

### Médias
Depuis l'automne 2008, il existe une publication locale Quoi de neuf à Brousse animée par l'équipe municipale et des bénévoles. cette publication est destinée à informer les habitants de la commune de Brousse.

## Culture locale et patrimoine

### Lieux et monuments
- Église paroissiale
  - Cloche du 2e quart du XVIIIe siècle (fondue par Mathieu et Claude Seurot) ;
  - Cloche du 4e quart du XVIIIe siècle ;
  - la Charité de saint Martin, tableau du XVIIe siècle ;
- Moulin de Chabannes, situé sur l'Ailloux.

### Personnalités liées à la commune
- Eugène Chassaing (1876-1968), homme politique.
- Clément Desusclade (1894-1943), homme politique né à Brousse.
- En 1998, Claire Chazal, qui a grandi dans la région, écrit L'Institutrice, roman dans lequel le village de Brousse tient une place centrale.

## Pour approfondir